# Richard Lillehei
Richard Carlton Lillehei (* 10. Dezember 1927 in Minneapolis; † 1. April 1981 in Sanibel Island) war ein amerikanischer Chirurg. Sein besonderes Interesse galt der Organtransplantation, der Kryokonservierung von Gewebe sowie den pathophysiologischen Grundlagen des Schocks. Im Jahr 1966 führte er zusammen mit anderen Ärzten die erste Transplantation einer Bauchspeicheldrüse bei einem Patienten durch.

## Leben
Richard Lillehei, der 1927 in Minneapolis als Sohn eines Zahnarztes geboren wurde, schloss im Jahr 1948 sein Medizinstudium an der University of Minnesota ab. Er promovierte 1960 an der gleichen Universität und war dort später auch bis zu seinem Tod als Professor für Chirurgie insbesondere im Bereich der Organtransplantation tätig. Im Laufe seiner Karriere veröffentlichte er rund 350 wissenschaftliche Publikationen.
Seine Forschungsschwerpunkte waren die Untersuchung der pathophysiologischen Prozesse bei der Entstehung eines Schocks, die Kryokonservierung von biologischem Gewebe sowie die Übertragung von Organen. So zählte er ab 1959 zu den ersten Ärzten, die in tierexperimentellen Studien die Machbarkeit von Transplantationen des Darms untersuchten. Am 17. Dezember 1966 führte er zusammen mit seinem Kollegen William Kelly in Kombination mit einer Nierentransplantation die erste Übertragung einer Bauchspeicheldrüse von einem verstorbenen Spender auf einen Patienten durch. Ein besonderes Problem bei der Transplantation der Bauchspeicheldrüse war nach seiner Ansicht, dass sie von den großen Organen des Körpers das einzige sei, dessen Entnahme aus dem Spenderkörper schwieriger durchzuführen sei als die operative Übertragung in den Empfänger.
Richard Lillehei starb 1981 im Alter von 53 Jahren aufgrund eines Herzinfarkts beim Joggen in der Nähe seiner Eigentumswohnung auf Sanibel Island in Florida. Er war verheiratet und Vater von vier Kindern. Sein Bruder Clarence Walton Lillehei, der ebenfalls als Chirurg an der University of Minnesota wirkte, führte in der ersten Hälfte der 1950er Jahre die ersten erfolgreichen Operationen am offenen Herzen durch und gilt damit als einer der Begründer der Herz- und Thoraxchirurgie. Der seit 1978 an der University of Minnesota bestehende „C. Walton und Richard C. Lillehei Lehrstuhl für kardiovaskuläre Chirurgie“ (englisch C. Walton and Richard C. Lillehei Professorship in Cardiovascular Surgery) ist nach beiden Brüdern benannt.